# Szakács Hajnalka
Szakács Hajnalka (Budapest, 1988. november 30. –) magyar színésznő.

## Életpályája
A Kodály Zoltán Ének-Zenei Általános Iskola Gimnázium és Zeneiskola tanulója volt. Érettségi után az Új Színház stúdiójában tanult. 2014-ben végzett a Kaposvári Egyetem színművész szakán. 2014–2018 között a debreceni Csokonai Színház tagja volt. 2018-tól a tatabányai Jászai Mari Színház színésznője.

### Családja
Párja Mészáros Béla színművész. 2023 augusztusában született meg közös gyermekük, Vilma.

## Színházi szerepei

### Jászai Mari Színház
- Andrew Bovell: Ha elállt az eső
- Csukás István-Darvas Ferenc: Ágacska
- Mohácsi István: Francia rúdugrás
- Pintér Béla: Szutyok
- Jimmy Roberts: Te édes, de jó vagy, légy más
- Ivan Viripajev: Részegek
- Joe Orton: Polgárkukkantó
- Paolo Genovese: Teljesen idegenek
- Székely Csaba: 10

## Filmes és televíziós szerepei
- Parázs a szívnek (2018)
- Egynyári kaland (2018)
- Seveled (2019)
- Frici & Aranka (2022) …Böhm Aranka
- Doktor Balaton (2022) …Irén
- A gyémánt út pora (2022) …Szaru kisasszony
- Hazatalálsz (2023) …Kiss Judit

## Díjai és kitüntetései
- Nívó-díj (2016)[6]
- Soós Imre-díj (2018)[7]